# Monferran-Plavès
Monferran-Plavès is een gemeente in het Franse departement Gers (regio Occitanie) en telt 129 inwoners (2004). De plaats maakt deel uit van het arrondissement Auch.

## Geografie
De oppervlakte van Monferran-Plavès bedraagt 10,8 km², de bevolkingsdichtheid is 11,9 inwoners per km².
De onderstaande kaart toont de ligging van Monferran-Plavès met de belangrijkste infrastructuur en aangrenzende gemeenten.

## Demografie
Onderstaande figuur toont het verloop van het inwonertal (bron: INSEE-tellingen).